# Osmia hemera
Osmia hemera là một loài Hymenoptera trong họ Megachilidae. Loài này được Sandhouse mô tả khoa học năm 1939.